# NGC 7237C
NGC 7237C ist eine Galaxie im Sternbild Pegasus. Sie ist schätzungsweise 328 Millionen Lichtjahre von der Milchstraße entfernt. Gemeinsam mit NGC 7236 und NGC 7237 bildet sie das Galaxientriplett Arp 169. Halton Arp gliederte seinen Katalog ungewöhnlicher Galaxien nach rein morphologischen Kriterien in Gruppen. Diese Galaxie gehört zu der Klasse Galaxien mit diffusen Gegenarmen.